# 에드워드 사피어
에드워드 사피어(영어: Edward Sapir 에드워드 서피어[*] 영어 발음: /səˈpɪər/, 1884년 1월 26일 ~ 1939년 2월 4일)는 미국의 언어학자이자 인류학자이다. 초기 언어학의 발전에 가장 큰 영향을 끼친 인물 중 하나로 꼽힌다.
사피어는 독일 제국 포메라니아에서 태어났고, 어릴 때 가족과 함께 미국으로 이주했다. 그는 컬럼비아 대학교에서 게르만어학을 공부했고, 프란츠 보아스의 영향을 받아 아메리카 원주민 언어를 연구하게 되었다. 그는 박사과정을 마치며 앨프리드 크로버와 함께 원주민 언어들을 연구하기 위해 캘리포니아로 이주했다. 사피어는 15년 동안 캐나다 지질조사국에서 일하면서 레너드 블룸필드와 더불어 북미의 가장 두드러진 언어학자 중 하나로 떠올랐다. 시카고 대학교에서 교수직을 제안받은 뒤 수년간 재직하며 언어학을 전문적 학문 분야로 만들기 위해 힘썼다. 말년에는 예일 대학교의 인류학 교수였는데, 끝내 이 자리에 적응하지 못했다. 언어학자 메리 하스와 모리스 스와데시, 인류학자 프레드 에간과 호텐스 파우더메이커 등 여러 제자를 가르쳤다.
사피어는 보아스의 제자 중 언어학과 인류학의 관계를 가장 철저하게 확립한 이가 되었다. 사피어는 언어와 문화의 상호작용을 연구했으며, 언어 간의 차이와 문화적 세계관의 차이의 관계에 관심을 가졌다. 사피어의 제자 벤저민 리 워프는 사피어의 이러한 생각을 발전시켜 언어상대주의 또는 ‘사피어-워프 가설’을 주창하였다. 사피어는 심리학이 인류학에 갖는 중요성을 강조한 초기 인물 중 하나로, 문화와 사회의 발전을 이해하기 위해서는 서로 다른 개인들이 맺는 관계의 성격을 연구하는 것이 중요하다고 주장하였다.
언어학에서 사피어가 남긴 주요 업적 중 하나는 그가 학자로서의 생애 내내 다듬어 온 아메리카 원주민 언어의 분류이다. 또 그는 음소의 현대적 개념을 확립하는 데 중요한 역할을 함으로써 음운론을 크게 진보시켰다.
사피어 이전까지 원주민들의 언어는 인도유럽어족 언어보다 원시적이기 때문에 역사언어학의 방법론으로 연구할 수 없다고 여겨져 왔다. 사피어는 비교언어학의 방법론을 원주민 언어에도 똑같이 적용할 수 있음을 처음으로 입증해 보였다. 그는 브리태니커 백과사전 1929년판에 당시로서는 가장 신뢰할 만한 아메리카 원주민 언어의 분류 체계를 실었고, 이는 처음으로 현대 비교언어학에 기초한 분류였다. 사피어는 알그어족, 유트아스테카어족, 나데네어족이 성립한다는 증거를 처음으로 제시했다. 또한 그가 제안한 호크어족이나 펜우티어족 등의 어족 가설들은 확실히 증명되지는 않았지만 여전히 연구되고 있다.
사피어의 전문 분야는 애서배스카어파·치누크어족·유트아스테카어족 언어로서, 그는 타켈마어, 위슈람어, 남부 파이유트어의 문법을 연구한 바 있다. 이후에 그는 이디시어, 히브리어, 중국어 또한 연구했으며 국제 보조어 개발에도 관심을 가졌다.

## 생애

### 유년기
에드워드 사피어는 포메라니아 라우엔부르크의 리투아니아 유대인 가정에서 태어났다. 사피어의 가족은 정통파 유대교인이 아니었고 그의 아버지는 하잔(유대교 회당의 성악가)으로서 음악을 통해 유대교와의 연을 유지했다. 사피어 가족은 포메라니아에 오래 머무르지 않았으며 독일인이 되는 것을 받아들이지 않았다. 에드워드 사피어의 모어는 이디시어, 또 이후에는 영어였다. 그가 4살이던 1888년 그의 가족은 영국 리버풀로 이주했고 1890년에는 미국 버지니아주 리치먼드로 이주했다. 이곳에서 남동생 맥스가 장티푸스로 죽었다. 그의 아버지는 유대교 회당에서 일자리를 유지하는 데 어려움을 겪다가 뉴욕 로어이스트사이드에 정착했고 가족은 그곳에서 가난하게 살았다. 아버지가 가족을 부양할 수 없었기 때문에 사피어의 어머니 에바 시걸 사피어가 가게를 열어 생계를 유지했다. 둘은 1910년에 공식적으로 이혼했다. 뉴욕에 자리잡은 뒤에는 주로 어머니가 사피어를 키웠는데, 어머니는 계층 상승을 위한 교육의 중요성을 강조했고 갈수록 가족들을 유대교에서 멀어지게 만들었다. 어머니가 그에게 큰 영향을 주기는 했지만 사피어는 지식에 대한 갈망과 학문, 미학, 음악에 대한 관심을 주로 아버지로부터 물려받았다. 14살에 사피어는 퓰리처 장학금을 수여받아 명문 호리스 맨 고등학교에 진학할 수 있게 되었지만, 그 학교가 너무 상류층스럽다고 생각해서 대신 드윗 클린턴 고등학교에 진학하고 장학금은 대학을 위해 아껴 두기로 한다. 사피어는 장학금으로 어머니의 적은 수입에 보탬을 주었다.

### 컬럼비아 대학교
사피어는 1901년 컬럼비아 대학교에 입학했고 퓰리처 장학금으로 학비를 댔다. 당시에 컬럼비아는 암암리에 유대인 입학생의 수를 정원의 12% 정도로 제한하지 않은 소수의 명문 사립대학 중 하나였다. 때문에 컬럼비아대 입학생의 40% 정도가 유대인이었다. 사피어는 컬럼비아대 컬럼비아 칼리지에서 게르만어 문헌학 학사학위(1904년)와 석사학위(1905년)을 취득했고 1909년에 인류학 박사학위를 취득했다.

#### 학부

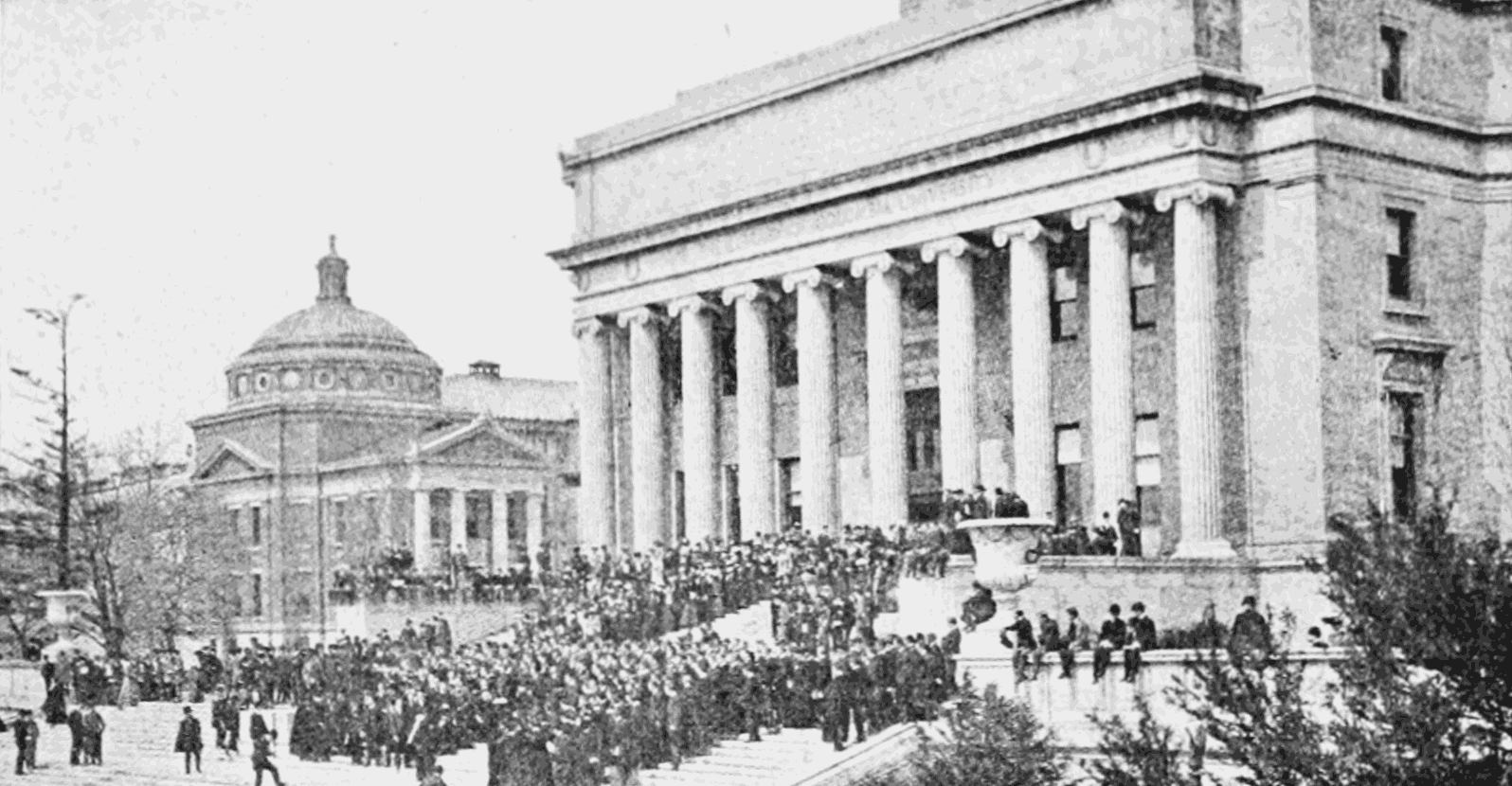
컬럼비아대 도서관, 1903년

사피어는 컬럼비아대 학부생 시절 8학기 동안 라틴어, 그리스어, 프랑스어를 공부하는 등 언어 공부에 열중했다. 또한 2학년 때부터는 게르만어파에 집중하기 시작해 고트어, 고대 고지 독일어, 고대 색슨어, 아이슬란드어, 네덜란드어, 스웨덴어, 덴마크어에 관한 수업을 끝마쳤다. 게르만어학 교수 윌리엄 헨리 카펜터를 통해 사피어는 전통적인 문헌학적 접근보다 과학적인 체계를 갖춰 나가고 있던 비교언어학의 방법론을 접하게 되었다. 그는 산스크리트어 강의도 들었으며 유명 작곡가 에드워드 맥다월이 있었던 음악학부에서 음악도 공부했다(그러나 사피어가 에드워드 맥다월의 수업을 들었는지는 불확실하다). 학부 마지막 해에 사피어는 리빙스턴 패런드 교수의 “인류학 개론” 수업을 들었고 여기서 보아스가 주장한 인류학의 “4영역” 접근방식을 배웠다. 또한 프란츠 보아스의 고급 인류학 세미나도 수강했는데, 이 강의는 그의 진로를 완전히 바꿔놓게 된다.

#### 보아스의 영향

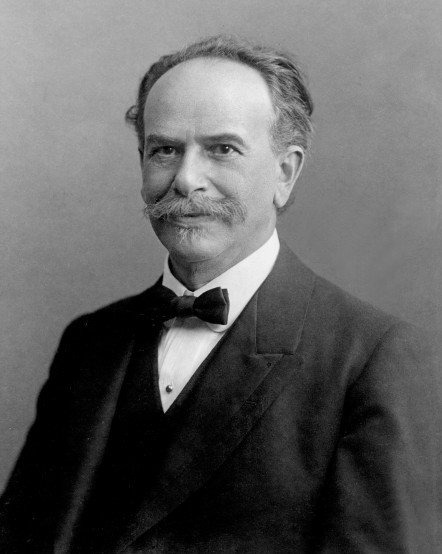
프란츠 보아스

비록 아직 학부생이었지만 사피어는 아메리카 원주민 언어에 관한 보아스의 대학원 세미나 참석을 허락받았다. 세미나 내용 중에는 보아스가 수집한 아메리카 원주민 및 이누이트족 신화의 번역도 포함되어 있었다. 이렇게 사피어는 게르만어학 석사과정을 밟으면서 아메리카 원주민 언어를 접하게 되었다. 훗날 로버트 라우이는 말하기를 사피어가 원주민 언어에 매료된 것은 보아스가 세미나에서 아메리카 원주민 언어의 예시를 통해 언어의 성질에 관해 사피어가 가지고 있었던 고정관념을 모조리 반박한 데서 시작됐다고 하였다. 사피어의 1905년 석사학위논문은 요한 고트프리트 헤르더의 〈언어의 기원에 대한 논고〉를 분석한 것이었는데, 게르만어학자에게 전혀 친숙하지 않은 이누이트 및 아메리카 원주민 언어에서 가져온 예시들을 포함하고 있었다. 이 논문은 헤르더가 성경 말씀대로 언어의 역사를 지나치게 짧게 잡아 현존하는 언어들의 다양성을 설명할 수 없다고 비판했지만, 헤르더와 마찬가지로 세계의 모든 언어는 미적 성취의 가능성과 문법적 복잡성 면에서 동등하다고 주장하였다. 사피어는 “언어의 가장 기본적인 성질을 밝혀내기 위해, 현존하는 다양한 언어 계통 모두에 대한 아주 폭넓은 연구”가 필요하다는 말로 논문을 끝맺었는데, 이는 현대 언어유형론의 강령이나 다름없으며, 또 매우 보아스적인 접근이다.
1906년에 그는 교과 학습을 모두 마쳤다. 이 해에 그는 인류학 과목을 수강하고 패런드의 원시 문화 세미나, 보아스의 민속학 세미나, 베르톨트 라우퍼의 고고학과 중국어 및 중국 문화 세미나 등을 들었다. 또한 켈트어파, 고대 색슨어, 스웨덴어, 산스크리트어 과목을 들으며 인도유럽어학 공부를 이어나갔다. 교과 학습을 모두 마치고 사피어는 박사학위를 위한 현장연구에 나서게 된다. 그는 수년간 박사학위논문을 집필하며 중간중간 짧은 현장연구를 나갔다.

#### 초기 현장연구

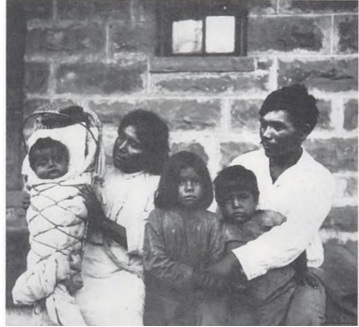
토니 틸로해시와 가족. 틸로해시는 사피어의 유명한 남부 파이유트어 연구의 정보제공인이었다.

사피어의 첫 현장연구는 1905년 여름 위슈람 치누크어 연구로, 아메리카 민속학 연구국(Bureau of American Ethnology)이 연구비를 댔다. 이는 사피어가 아메리카 원주민 언어를 다룬 첫 경험이었다. 보아스는 사피어가 민속학 연구국을 위해 민속학적 정보를 수집하도록 하는 데 관심을 가지고 가까이서 연구를 감독했다. 사피어는 위슈람어 텍스트를 수집해 1909년 한 권의 책으로 출판하였고, 치누크어 음운론에 대해 보아스보다 훨씬 정교한 이해에 도달했다. 1906년에 사피어는 타켈마어와 샤스타코스타족을 연구했다. 사피어는 타켈마어 연구결과를 박사학위논문으로 제출했고 1908년에 논문 발표회를 마쳤다. 이 학위논문은 이후 사피어의 여러 학문적 경향을 미리 보여준다. 소리 체계에 대한 모어 화자의 직관에 주목하는 점이 특히 그러한데, 이는 훗날 사피어의 음소 개념의 기초가 된다.
1907 ~ 1908년에 사피어는 캘리포니아 대학교 버클리에서 근무하게 되는데, 이곳에서는 보아스의 첫 제자 앨프리드 크로버가 캘리포니아주 조사국 밑에서 캘리포니아의 토착어를 기록하는 프로젝트를 지휘하고 있었다. 크로버는 사피어에게 사멸 위기의 야나어를 연구하라고 권했고 사피어는 작업을 시작했다. 처음에 사피어는 야나어의 몇 안 되는 화자 중 하나인 베티 브라운과 작업했다. 그 뒤에는 야나어의 다른 방언을 사용하는 샘 바트위와 일했는데, 야나 신화에 대한 그의 지식은 중요한 지식의 원천이 되었다. 사피어는 야나어에서 남성의 말과 여성의 말이 문법적, 어휘적으로 어떻게 구별되는가를 기술했다.
크로버와 사피어의 협력은 사피어가 상세한 언어학적 기술이라는 자신만의 목표를 추구함에 따라 어려움에 봉착했다. 크로버는 야나어 연구를 빨리 완료하고 보다 넓은 분류의 문제에 집중하라는 행정적 압박을 받고 있었지만 사피어는 이를 무시했다. 결국 사피어는 할당된 1년 동안 작업을 끝내지 못했고 크로버는 사피어에게 시간을 더 줄 수 없었다.
버클리에 더 머무를 수 없게 된 것에 실망하여 사피어는 다른 주제로 관심을 돌렸고 1910년까지는 야나어 자료를 출판하려는 준비를 전혀 하지 않았다. 크로버는 여기에 크게 실망했다.
사피어는 펜실베이니아 대학교 펠로십 자리를 얻어 캘리포니아를 일찍 떠나게 되었다. 그곳에서 그는 민속학과 아메리카 언어학을 가르쳤다. 펜실베이니아에서 그는 보아스의 또다른 제자인 프랭크 스펙과 긴밀히 협업했고 1909년 여름 카토바어를 함께 연구했다. 또 1909년 여름에 사피어는 그의 학생 존 올든 메이슨과 함께 유타로 떠났다. 처음에는 호피어를 연구하려 했지만 남부 파이유트어를 연구하게 되었다. 그는 토니 틸로해시와 함께 작업하기로 했고 곧 틸로해시는 정보제공인으로 더할 나위가 없음이 드러났다. 남부 파이유트어의 소리 체계에 대한 틸로해시의 강한 직관은 사피어로 하여금 음소가 단지 언어의 구조적 수준에 존재하는 추상화된 개념이 아니라 화자들의 심리적 실재에 속하는 것이라고 주장하도록 이끌었다.
틸로해시는 사피어와 좋은 친구 사이가 되었고 뉴욕과 필라델피아에 있는 그의 집에 찾아왔다. 사피어는 자기 아버지와 함께 틸로해시가 알고 있던 남부 파이유트어 노래 여러 곡을 전사했다. 이 생산적인 협업 관계는 1930년 출판되어 오늘날 고전의 반열에 오른 남부 파이유트어 문법 연구의 기초를 놓았고 또한 사피어로 하여금 ‘쇼쇼니어족’과 나와어파를 연결짓는 확실한 증거를 제시하여 유트아스테카어족의 존재를 입증하도록 해 주었다. 사피어의 남부 파이유트어 기술은 언어학계에서 “탁월한 분석의 모범”으로 알려져 있다.
펜실베이니아에서 사피어는 본인이 편안하다 느끼는 속도보다 빨리 작업할 것을 요구받았다. 그의 〈남부 파이유트어 문법〉은 보아스의 《아메리카 인디언 언어 편람》에 실려 출판될 예정이었고, 보아스는 출판 비용을 사용할 수 있을 동안 초고를 완성하라고 사피어를 재촉했다. 그러나 사피어는 작업의 질을 두고 타협하고 싶어하지 않았고 결국 보아스의 언어 편람은 사피어의 작업을 빼놓고 출판되었다. 보아스는 계속해서 사피어에게 안정된 직위를 찾아주려 애썼고, 사피어는 보아스의 추천을 받아 캐나다 지질조사국에 고용되었다. 캐나다 지질조사국은 사피어가 캐나다에서 인류학의 제도화를 이끌어 주길 원했다. 당시에 사피어는 미국의 몇 안 되는 연구 대학교에서 일하겠다는 희망을 포기한 상태였고 캐나다 지질조사국의 제의를 받아들여 오타와로 떠났다.

### 오타와
1910년부터 1925년까지 사피어는 오타와 소재 캐나다 지질조사국의 인류학 부서를 설립하고 지휘했다. 그가 일자리를 얻었을 때 그는 캐나다 최초의 전업 인류학자 중 하나였다. 그는 부모님을 오타와로 함께 모셔왔고 얼마 안 가 그처럼 리투아니아 유대인 혈통인 플로렌스 델슨과 결혼해 가정을 꾸렸다. 사피어와 델슨의 가족 모두 결혼을 달갑게 여기지 않았다. 빌뉴스의 명망 높은 유대인 중심지 출신이었던 델슨 가족은 사피어 가족을 벼락 출세한 시골뜨기들로 여겼으며 사피어가 이름도 낯선 학문 분야에서 쌓은 경력을 좋게 봐 주지도 않았다. 두 사람은 세 자녀 허버트 마이클, 헬렌 루스, 필립을 낳았다.

#### 캐나다 지질조사국
캐나다 지질조사국의 인류학 부서장으로서 사피어는 캐나다 원주민의 문화와 언어를 기록할 계획에 착수했다. 그의 첫 현장연구는 밴쿠버섬에서 누트카어를 연구하는 것이었다. 인류학 부서에는 사피어 말고 두 명이 더 속해 있었는데, 마리위스 바르보와 할란 I. 스미스였다. 사피어는 민속학적 기술에 있어 언어학이 핵심적인 역할을 한다고 강조했다. 라틴어를 모르는 채 가톨릭교회의 역사를 논하거나 독일어를 모르는 채 독일 민요를 연구하는 것이 불가능한 것처럼, 원주민 언어를 모르면서 원주민 문화를 연구하는 것은 말이 되지 않는다고 그는 주장하였다. 당시에 잘 알려진 캐나다 퍼스트 네이션 언어는 보아스가 기술한 콰키우틀어, 그리고 침시안어와 하이다어가 전부였다. 사피어는 원주민 언어에 대한 지식을 모으는 일이 무엇보다 중요함을 강조하면서 유럽 언어를 기술할 때와 같은 수준으로 원주민 언어를 기술해야 한다고 명시했다. 사피어는 보아스적 인류학의 높은 잣대를 도입함으로써, 본인들이 중요한 기여를 했다고 생각한 아마추어 민속학자들로부터 원성을 샀다. 사피어는 아마추어 인류학자들과 정부 소속 인류학자들의 노력에 만족하지 못했고 주요 대학 중 한 곳에서 인류학 과정을 개설하여 인류학 분야의 전문성을 끌어올리려고 노력했다.
사피어는 동료 보아스주의자들인 프랭크 스펙, 폴 라딘, 알렉산더 골든와이저의 도움을 끌어모았다. 이들은 바르보와 함께 동부 삼림지대의 오지브와족, 이로쿼이족, 휴런족, 와이언도트족을 연구했다. 사피어는 매켄지 계곡과 유콘강 지역의 애서배스카어파 언어 연구를 시작했지만 충분한 도움을 구하기가 지나치게 어려움이 드러났다. 사피어는 주로 누트카어와 북서해안 언어들에 집중했다.
캐나다에 있는 동안 사피어는 스펙과 함께 원주민 권리 옹호자로 활동했다. 그들은 원주민 공동체에 대한 의료 지원 개선을 공개적으로 주장했고, 이로쿼이족이 보호구역에서 도둑맞아 펜실베이니아 대학교 박물관에 전시돼 있던 왐품 띠 열한 개를 반환받도록 도와주었다. (결국 이 띠들은 1988년에 반환되었다.) 사피어는 또 서해안 부족들의 포틀래치 행사를 금지하는 캐나다 법률의 제정을 취소하라고 요구했다.

#### 이시와의 연구

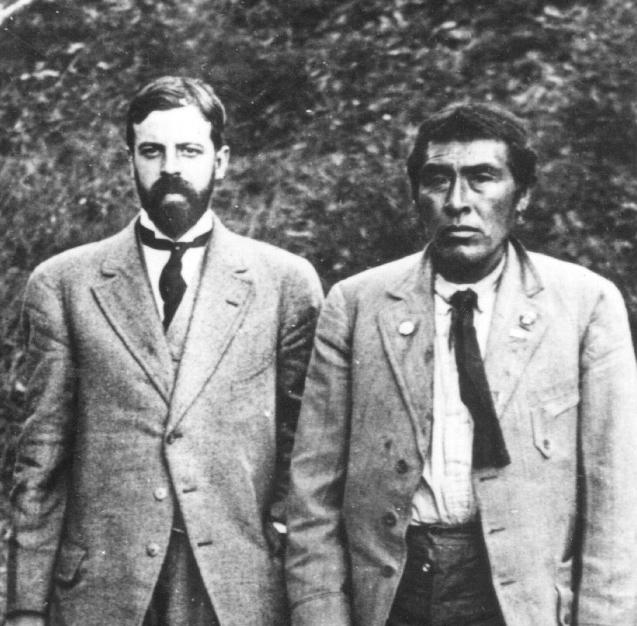
앨프리드 크로버와 이시

1915년에 사피어는 캘리포니아로 돌아왔다. 야나어에 관한 그의 지식이 긴급히 필요했던 것이다. 크로버는 야나어와 가까운 관계인 야히어의 마지막 화자인 이시와 접촉하게 되었고 야히어를 기록할 인물이 급하게 필요했다. 이시는 백인들과 만나지 않고 성장했으며 야히어 외에 다른 언어는 구사하지 못했고 야히족의 유일한 생존자였다. 이시는 크로버 가족에 입양되었지만 결핵으로 몸져누웠고 오래 살지 못할 것으로 생각되었다. 사피어와 함께 작업했던 야나어 화자 샘 바트위는 이시의 야히어를 알아듣지 못했고, 크로버는 이시와 소통할 수 있는 사람은 사피어뿐일 거라고 생각했다. 사피어는 샌프란시스코로 가서 1915년 여름 동안 이시와 함께 작업했다. 이 과정에서 그는 단일언어화자와 작업하기 위한 새로운 방법론을 고안해내야 했다. 이시에게서 얻은 정보는 야나어 방언들 사이의 관계를 이해하는 데 몹시 큰 도움이 되었다. 이시는 1916년 초에 병으로 숨졌고, 크로버는 이시가 회복하지 못한 데에는 사피어의 엄격한 작업 방식도 일부 책임이 있다고 보았다. 사피어는 이시와의 작업을 이렇게 평했다. “내가 이시와 한 작업은 내가 한 일 중 가장 시간이 많이 들고 가장 골치아픈 일이었다고 해도 지나치지 않다. 이 일이 가능했던 것은 오로지 이시의 변함없는 익살 덕분이었다. 때로는 그것조차 나를 몹시 안달하게 했지만 말이다.”

#### 그 이후

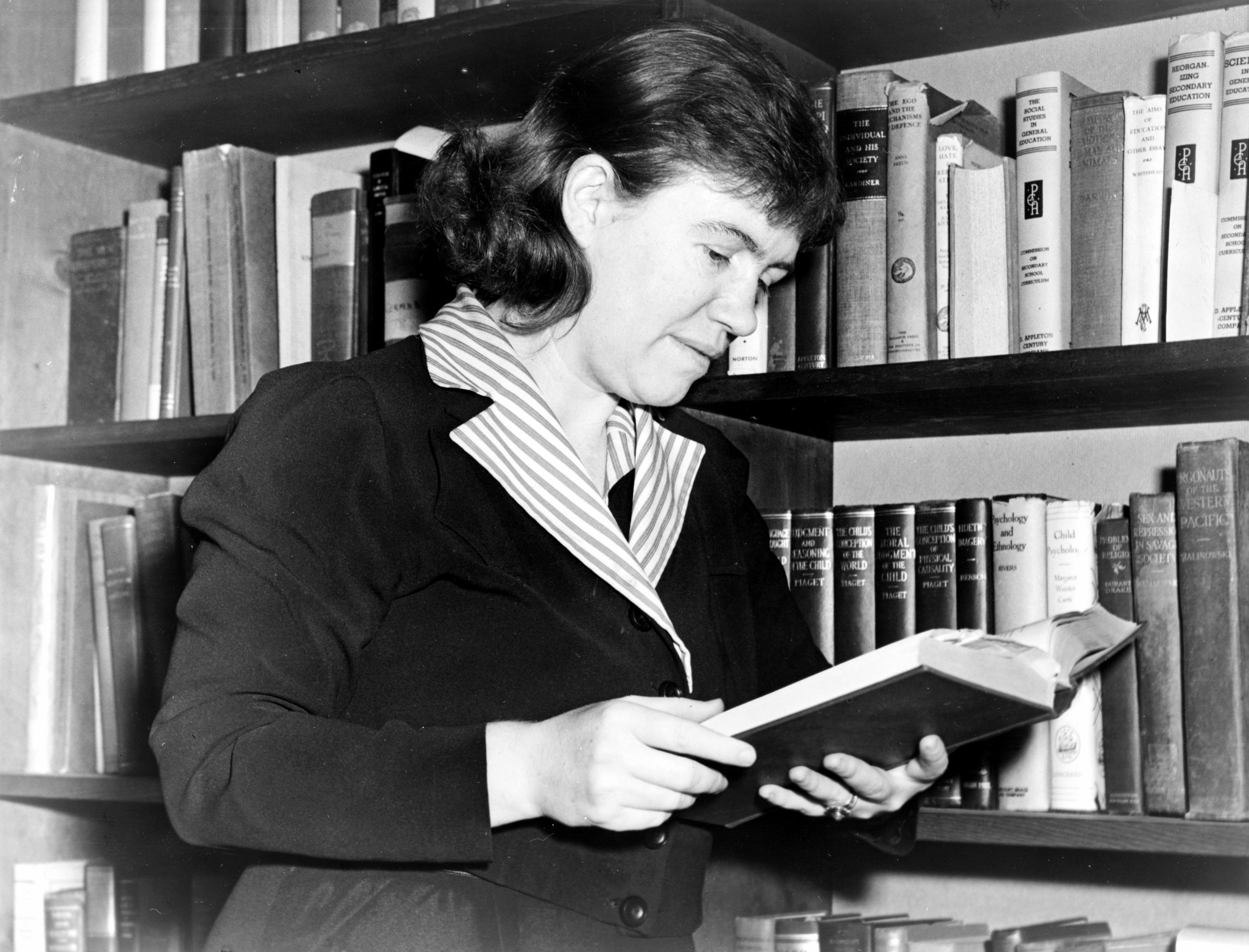
훗날의 마가렛 미드

제1차 세계 대전이 일어나자 캐나다 지질조사국은 인류학 부서의 예산을 삭감했고 학계의 분위기도 이전보다 악화되었다. 사피어는 알래스카 언어인 쿠친어와 잉갈리크어 화자 두 명과 작업하며 애서배스카어파 연구를 계속해 나갔다. 이즈음 사피어는 소멸위기언어를 기록하는 것보다는 나데네어족 언어 간의 역사적 관계에 대한 가설을 검증하는 데에 더 몰두하고 있었다. 사실상 그는 이론가가 되었다. 또 그는 갈수록 미국인 동료들로부터 고립된 느낌을 받기 시작했다. 1912년부터 플로렌스는 폐농양과 그에 따른 우울증으로 건강이 악화되어 갔다. 사피어 가정의 분위기를 주도하는 사피어의 어머니 에바는 플로렌스와 잘 지내지 못했고 이는 플로렌스와 에드워드 모두에게 부담이 되었다. 사피어의 부모는 이혼한 상태였으며 아버지는 정신증을 앓는 듯하여 캐나다를 떠나 필라델피아로 이주해야 했다. 에드워드 사피어는 아버지를 계속 금전적으로 지원했다. 플로렌스는 우울증과 폐농양으로 오랜 입원 생활을 반복했고 1924년 수술 후 감염으로 사망했다. 이는 사피어가 캐나다를 떠나겠다고 결심한 마지막 계기가 되었다. 시카고 대학교가 그에게 교수직을 제안하자 그는 기쁘게 수락했다.
캐나다에 있는 동안 사피어는 북미 언어학계를 주도하는 인물로 떠올랐다. 이 시기에 그가 발표한 중요한 저술 중에는 《아메리카 원주민 문화의 시간적 관점》(1916)이 있었다. 이 책에서 그는 아메리카 원주민의 선사 시대를 연구하기 위해 역사언어학을 적용할 방법을 제시했다. 학계에서 그의 위상을 확고히 하는 데 특히 중요한 역할을 한 것은 일반 대중에게 사피어가 바라본 대로의 언어학을 소개한 저서인 《언어》(1921)였다. 또 그는 토착언어 표기법의 표준화에 관해 미국 인류학 협회에 제출된 보고서 작성에도 참여하였다.
오타와에서 지내는 동안 그는 프랑스계 캐나다인의 민요를 수집해 출판하고 자기가 쓴 시집을 한 권 냈다. 그는 시에 대한 관심을 통해 그와 같은 보아스주의 인류학자이자 시인인 루스 베네딕트와 가까운 친구 사이가 되었다. 처음에 사피어는 “수호령”에 대한 그녀의 논문을 칭찬하려고 베네딕트에게 편지를 썼다가, 베네딕트가 익명으로 시를 발표한 적 있다는 사실을 곧 알게 되었다. 둘은 편지로 서로의 작품을 비평했고, 같은 출판사에 작품을 보내 함께 거절당했다. 두 사람은 모두 심리학 그리고 개인의 성격과 문화적 패턴 사이의 관계에 관심을 가졌으며, 종종 편지로 서로를 정신분석했다. 그러나 사피어는 베네딕트의 개인적인 생각과 감정을 이해하지 못할 때가 많았으며, 특히 그의 보수적인 젠더 관념은 베네딕트가 여성 학자로서 겪는 어려움과 충돌했다. 둘은 오랫동안 친구로 지냈지만 결국 가치관과 성격의 차이로 사이가 틀어지고 만다.
캐나다를 떠나기 전 사피어는 컬럼비아에서 베네딕트의 조수였던 마가렛 미드와 짧은 연애를 했다. 그러나 결혼과 여성의 역할에 관한 사피어의 보수적인 관념은 베네딕트와 마찬가지로 미드에게도 참을 수 없는 것이었다. 미드가 사모아로 현장연구를 떠나면서 둘은 영영 헤어지게 된다. 미드는 사모아에 있는 동안 사피어의 재혼 소식을 듣고는 바닷가로 가서 그와 주고받은 편지를 불태웠다.

### 시카고
시카고에 정착하자 사피어는 학문적으로도 개인적으로도 활력을 되찾았다. 그는 지식인들과 어울리고, 강연을 하고, 시와 음악 모임에 나갔다. 시카고에서 그가 처음으로 지도한 대학원생은 리팡구이였다. 사피어가 1926년에 재혼하기까지 사피어 가정은 여전히 할머니인 에바가 이끌어 나가고 있었다. 사피어의 두 번째 아내인 진 빅토리아 맥클래너건은 그보다 열여섯 살 어렸다. 그녀는 오타와에서 학생일 때 사피어를 처음 만났지만 그 뒤 시카고 대학교의 아동연구소에서 일하고 있었다. 1928년 두 사람은 아들 폴 에드워드 사피어를 낳았다. 둘째 아들 J. 데이비드 사피어는 서아프리카 언어, 특히 졸라어군 언어를 전문으로 하는 언어학자 겸 인류학자가 되었다. 또 사피어는 사회학의 시카고 학파의 일원으로서, 그리고 심리학자 해리 스택 설리번과의 친분을 통해 영향력을 행사했다.

### 예일 대학교
1931년부터 사망하는 1939년까지 사피어는 예일 대학교에서 인류학과 학과장으로서 학생들을 가르쳤다. 그는 예일대로부터 “문화가 인격에 미치는 영향”을 연구하는 것을 목표로 한, 인류학, 언어학, 심리학을 결합한 학제간 연구 프로그램을 창설해 달라는 요청을 받았다. 사피어는 독립된 학과로서 인류학과를 창설하는 과제를 명시적으로 부여받았지만, 사피어의 보아스적 접근과 상극인 윌리엄 그레이엄 섬너의 “진화사회학”을 따르는 시카고대 사회학과, 그리고 인간관계연구소의 두 인류학자 클라크 위슬러와 G. P. 머독은 이를 달가워하지 않았다. 사피어는 예일대에 잘 적응하지 못했다. 그는 그곳에서 569명에 달하는 교수진 중 4명뿐인 유대인 중 한 사람으로서, 중견 교수들이 학문적 문제를 논하는 교수 클럽 가입을 거절당했다.
예일대에서 사피어가 가르친 대학원생들 중에는 모리스 스와데시, 벤저민 리 워프, 메리 하스, 찰스 호켓, 해리 호이저 등이 있었다. 이들 중 몇몇은 그가 시카고에서 함께 데려왔다. 사피어는 젤리그 해리스라는 이름의 젊은 셈어학자를 자신의 지적 후계자로 여기게 되었다. 해리스는 정식으로 사피어의 지도 학생이었던 적이 없지만 말이다. (해리스는 얼마 동안 사피어의 딸과 교제했다.) 1936년에 사피어는 미시시피주 인디아놀라의 흑인 공동체에 대한 인류학자 호텐스 파우더메이커의 연구 제안서를 두고 인간관계연구소와 충돌했다. 사피어는 보다 사회학적인 존 돌라드의 연구 대신 파우더메이커의 연구가 연구비를 지원받아야 한다고 주장했다. 사피어는 결국 패배했고 파우더메이커는 예일 대학교를 떠나야 했다.
1937년 여름 앤아버의 미국 언어학회 언어연구소에서 강의하는 동안, 사피어가 몇 년 전에 진단받은 심장 질환이 악화되기 시작했다. 1938년에 그는 예일대를 휴직해야 했고, 그동안 벤저민 리 워프가 수업을 대신하고 G. P. 머독이 학생들 중 일부를 지도했다. 1939년에 사피어가 죽은 뒤 G. P. 머독이 인류학과 학과장이 되었다. 보아스의 문화인류학 패러다임을 경멸했던 머독은 인류학, 심리학, 언어학을 통합하려던 사피어의 노력을 대부분 없던 일로 만들었다.

## 인류학적 사상
사피어가 활동한 시대에 그의 인류학적 사상은 학계 내에서 고립돼 있었다고 말해진 바 있다. 사피어는 문화가 인간 행동에 영향을 끼치는 방식을 찾기보다는, 사회를 이루는 개인들의 인격이 어우러짐으로써 문화적 패턴이 형성되는 과정을 이해하고자 했다. 이로 인해 사피어는 개인의 심리에 관심을 가졌으며 문화에 대한 그의 관점은 그의 동시대인들에 비해 더 심리학적이었다. 사피어의 문학적 흥미와 인류학 이론은 긴밀하게 연결돼 있었다는 주장이 제기된 바 있다. 그의 문학 이론은 개인의 미적 감성과 창의성이, 학습된 문화적 전통과 상호작용하여 독특하고 새로운 시적 형식을 만들어낸다고 보았는데, 이는 개인과 문화적 패턴이 변증법적으로 서로에게 영향을 끼친다는 그의 주장을 연상시킨다.

## 연구한 언어
아메리카 원주민 언어 중 사피어가 특별히 집중했던 것은 그가 특히 매료되었던 애서배스카어파 언어들이었다. 사적인 편지에서 그는 “아마도 데네어는 아메리카의 언어 중에서 실제로 ‘알기가’ 가장 힘든 언어가 아닐까 싶다... 이제껏 존재한 언어들 중 가장 매혹적이다.” 사피어는 위슈람 치누크어, 나바호어, 누트카어, 콜로라도강 느므어, 타켈마어, 야나어와 그 문화 또한 연구했다. 토니 틸로해시와 함께한 그의 남부 파이유트어 연구는 음소의 개념에 큰 영향을 끼친 1933년 논문으로 이어졌다.
아메리카 언어학에 남긴 업적으로 널리 알려지긴 했지만 사피어는 언어학 전반에 걸쳐 방대한 저술을 남겼다. 그의 저서 《언어》는 중국어에서 누트카어에 이르는 언어들에서 가져온 예시를 들어 문법 유형론에 따른 언어의 분류에서부터 언어 부동 현상에 관한 사변과 언어·인종·문화 간의 자의적 연결에 이르기까지 언어에 대한 모든 주제를 다루었다. 또 사피어는 미국 내 이디시어(그의 모어) 연구의 선구자이기도 하다(참고: Notes on Judeo-German phonology, 1915).
사피어는 국제보조어 운동에 활발히 참여했다. 논문 〈국제 보조어의 기능〉에서 그는 규칙적인 문법의 장점을 주장하고, 국제 보조어의 선택에 있어 언어의 기초가 각국의 기존 언어들의 개성에 따라 치우치지 않도록 해야 한다고 주장했다.
그는 1951년에 인테르링구아 회의를 개최한 단체인 국제 보조어 협회(IALA)의 초대 연구 담당자였다. 그는 1930년부터 1931년까지 협회를 이끌었고, 1927년부터 1938년까지 협회의 언어 연구 자문 위원회에 속해 있었다. 사피어는 앨리스 밴더빌트 모리스가 IALA의 연구 프로그램을 개발하는 데 조언을 제공했다.

## 주요 출간물

### 책
- Sapir, Edward (1907). 《Herder's "Ursprung der Sprache"》. Chicago: University of Chicago Press. ASIN: B0006CWB2W.
- Sapir, Edward (1908). 〈On the etymology of Sanskrit asru, Avestan asru, Greek dakru〉.   Modi, Jivanji Jamshedji. 《Spiegel memorial volume. Papers on Iranian subjects written by various scholars in honour of the late Dr. Frederic Spiegel》. Bombay: British India Press. 156–159쪽.
- Sapir, Edward; Curtin, Jeremiah (1909). 《Wishram texts, together with Wasco tales and myths》. E.J. Brill. ISBN 978-0-404-58152-7. ASIN: B000855RIW.
- Sapir, Edward (1910). 《Yana Texts》. Berkeley University Press. ISBN 978-1-177-11286-4.
- Sapir, Edward (1915). 《A sketch of the social organization of the Nass River Indians》. Ottawa: Government Printing Office.
- Sapir, Edward (1915). 《Noun reduplication in Comox, a Salish language of Vancouver island》. Ottawa: Government Printing Office.
- Sapir, Edward (1916). 《Time Perspective in Aboriginal American Culture, A Study in Method》. Ottawa: Government Printing Bureau.
- Sapir, Edward (1917). 《Dreams and Gibes》. Boston: The Gorham Press. ISBN 978-0-548-56941-2.
- Sapir, Edward (1921). 《Language: An introduction to the study of speech》. New York: Harcourt, Brace and Company. ISBN 978-4-87187-529-5. ASIN: B000NGWX8I.
- Sapir, Edward; Swadesh, Morris (1939). 《Nootka Texts: Tales and ethnological narratives, with grammatical notes and lexical materials》. Philadelphia: Linguistic Society of America. ISBN 978-0-404-11893-8. ASIN: B000EB54JC.
- Sapir, Edward (1949).  Mandelbaum, David, 편집. 《Selected writings in language, culture and personality》. Berkeley: University of California Press. ISBN 978-0-520-01115-1. ASIN: B000PX25CS.
- Sapir, Edward; Irvine, Judith (2002). 《The psychology of culture: A course of lectures》. Berlin: Walter de Gruyter. ISBN 978-3-11-017282-9.

### 논문과 기고문
- Sapir, Edward (1907). “Preliminary report on the language and mythology of the Upper Chinook”. 《American Anthropologist》 9 (3): 533–544. doi:10.1525/aa.1907.9.3.02a00100.
- Sapir, Edward (1910). “Some fundamental characteristics of the Ute language”. 《Science》 31 (792): 350–352. doi:10.1126/science.31.792.350. PMID 17738737.
- Sapir, Edward (1911). “Some aspects of Nootka language and culture”. 《American Anthropologist》 13: 15–28. doi:10.1525/aa.1911.13.1.02a00030.
- Sapir, Edward (1911). “The problem of noun incorporation in American languages”. 《American Anthropologist》 13 (2): 250–282. doi:10.1525/aa.1911.13.2.02a00060.
- Sapir, E. (1913). “Southern Paiute and Nahuatl, a study in Uto-Aztekan” (PDF). 《Journal de la Société des Américanistes》 10 (2): 379–425. doi:10.3406/jsa.1913.2866.[깨진 링크(과거 내용 찾기)]
- Sapir, E. (1915). “Abnormal Types of Speech in Nootka” (PDF). 《Memoir (Geological Survey of Canada)》. no. 62. doi:10.4095/103492. 2019년 8월 8일에 원본 문서 (PDF)에서 보존된 문서. 2019년 9월 22일에 확인함.
- Sapir, E. (1915). “Noun Reduplication in Comox, a Salish Language of Vancouver Island” (PDF). 《Memoir (Geological Survey of Canada)》. no. 63. doi:10.4095/103493. 2019년 8월 8일에 원본 문서 (PDF)에서 보존된 문서. 2019년 9월 22일에 확인함.
- Sapir, E. (1915). “A Sketch of the Social Organization of the Nass River Indians” (PDF). 《Museum Bulletin (Geological Survey of Canada)》. no. 19. doi:10.4095/104974. 2019년 8월 8일에 원본 문서 (PDF)에서 보존된 문서. 2019년 9월 22일에 확인함.
- Sapir, Edward (1915). “The Na-dene languages: a preliminary report”. 《American Anthropologist》 17 (3): 765–773. doi:10.1525/aa.1915.17.3.02a00080.
- Sapir, E. (1916). “Time Perspective in Aboriginal American culture: A Study in Method” (PDF). 《Memoir (Geological Survey of Canada)》. no. 90. doi:10.4095/103486. 2019년 8월 8일에 원본 문서 (PDF)에서 보존된 문서. 2019년 9월 22일에 확인함.
- Sapir, Edward (1917). “Do we need a superorganic?”. 《American Anthropologist》 19 (3): 441–447. doi:10.1525/aa.1917.19.3.02a00150.
- Sapir, E. (1923). “Prefatory note” (PDF). 《Museum Bulletin (Geological Survey of Canada)》. no. 37: iii. doi:10.4095/104978. 2019년 8월 8일에 원본 문서 (PDF)에서 보존된 문서. 2019년 9월 22일에 확인함.
- Sapir, Edward (1924). “The grammarian and his language”. 《The American Mercury》 (1): 149–155.
- Sapir, Edward (1924). “Culture, Genuine and Spurious”. 《The American Journal of Sociology》 29 (4): 401–429. doi:10.1086/213616.
- Sapir, Edward (1925). “Memorandum on the problem of an international auxiliary language”. 《The Romanic Review》 (16): 244–256.
- Sapir, Edward (1925). “Sound patterns in language”. 《Language》 1 (2): 37–51. doi:10.2307/409004. JSTOR 409004.
- Sapir, Edward (1931). “The function of an international auxiliary language”. 《Romanic Review》 (11): 4–15. 2009년 10월 28일에 원본 문서에서 보존된 문서.
- Sapir, Edward (1936). “Internal linguistic evidence suggestive of the Northern origin of the Navaho”. 《American Anthropologist》 38 (2): 224–235. doi:10.1525/aa.1936.38.2.02a00040.
- Sapir, Edward (1944). “Grading: a study in semantics”. 《Philosophy of Science》 11 (2): 93–116. doi:10.1086/286828.
- Sapir, Edward (1947). “The relation of American Indian linguistics to general linguistics”. 《Southwestern Journal of Anthropology》 3 (1): 1–4. doi:10.1086/soutjanth.3.1.3628530.

### 전기
- Koerner, E. F. K.; Koerner, Konrad (1985). 《Edward Sapir: Appraisals of his life and work》. Amsterdam: John Benjamins. ISBN 978-90-272-4518-2.
- Cowan, William; Foster, Michael K.; Koerner, Konrad (1986). 《New perspectives in language, culture, and personality: Proceedings of the Edward Sapir Centenary Conference (Ottawa, 1–3 October 1984)》. Amsterdam: John Benjamins. ISBN 978-90-272-4522-9.
- Darnell, Regna (1989). 《Edward Sapir: linguist, anthropologist, humanist》. Berkeley: University of California Press. ISBN 978-0-520-06678-6.
- Sapir, Edward; Bright, William (1992). 《Southern Paiute and Ute: linguistics and ethnography》. Berlin: Walter de Gruyter. ISBN 978-3-11-013543-5.
- Sapir, Edward; Darnell, Regna; Irvine, Judith T.; Handler, Richard (1999). 《The collected works of Edward Sapir: culture》. Berlin: Walter de Gruyter. ISBN 978-3-11-012639-6.

### 서신
- Sapir, Edward; Kroeber, Alfred L.; Golla (ed.), Victor (1984). “The Sapir–Kroeber correspondence: Letters between Edward Sapir and A.L. Kroeber 1905–1925” (PDF). 《Reports from the Survey of California and Other Indian Languages》 6: 1–509.